# Spragebøl
Spragebøl (dansk) eller Sprakebüll (tysk) er en landsby og kommune beliggende få kilometer syd for Tønder i det nordlige Sydslesvig ved den dansk-tyske grænse. Administrativt hører kommunen under Nordfrislands kreds i den tyske delstat Slesvig-Holsten. Til kommunen hører Frivilje (Freienwill), Gaarde, Høgelund (Hogelund), Sandager (Sandacker) og Spragebøl by. Kommunen samarbejder på administrativt plan med andre kommuner i omegnen i Sydtønder kommunefællesskab (Amt Südtondern). I kirkelig henseende hører Spragebøl under Læk Sogn. Sognet lå i Kær Herred (Tønder Amt), da Slesvig var dansk indtil 1864.
Spragebøl er første gang nævnt 1498. Stednavnet henføres til personnavnet Sprake eller Sprage (sml. Spragelse ved Næstved). På jysk udtales navnet Sprachbøl, på nordfrisisk Språkebel.
Kommunen ligger i et skovrigt område.